# Обжицко
Обжицко (пол. Obrzycko)  —  город  в Польше, входит в Великопольское воеводство,  Шамотульский повят.  Имеет статус городской гмины. Занимает площадь 3,72 км². Население — 2172 человек (на 2004 год).

## Персоналии
- Берлинер, Абрахам (1833—1915) — еврейский учёный, богослов и историк.
- Отто Хассе (1903—1978) — немецкий актёр и режиссёр.